# Knud 6.
Knud Valdemarsøn (1163 - 12. november 1202) var dansk konge, søn af Valdemar 1. og dennes dronning Sofia. Allerede to år efter hans fødsel sikredes tronfølgen ham, idet Valdemar opnåede, at hæren på et vendertog udråbte Knud til konge. Efter at den arvelige tronfølge således var sikret, stadfæstedes den yderligere ved, at Knud som 7-årig blev kronet og salvet som sin fars medkonge - den første danske kongekroning, der med stor pragt fandt sted i Ringsted den 25. juni 1170, samtidig med Knud Lavards skrinlæggelse, i en stor forsamling af landets stormænd og bisper.
Allerede inden denne tid var der aftalt ægteskab mellem Knud og en datter af sakserhertugen Henrik Løve. Da denne datter imidlertid døde, trolovedes Knud i 1171 med hendes ældre søster Gertrud, som han ægtede i 1177. Knud har dog næppe haft børn.
Den første landskabslov, Skånske Lov, blev udstedt under Knud 6.
Knud, hvem faderen havde overdraget styrelsen af Halland, var inden sin tronbestigelse anfører på et par vendiske korstog tillige med Absalon. Ved Valdemars død den 12. maj 1182 blev Knud som 19-årig regerende konge. Knud, der af en samtidig krønikeskriver prises for fromhed og sat væsen, men som næppe var nogen fremtrædende personlighed, lod sig i hele sin kongetid lede af betydeligere mænd som Absalon, hvis fostersøn han kaldes, og af sin yngre broder, den unge hertug (Valdemar (Sejr). I begyndelsen af Knuds regering lykkedes det ham at dæmpe det farlige oprør i Skåne, som efter Valdemars død atter var blusset op og nærmest havde antaget præg af en bonderejsning mod stormændene. Han slog bønderne ved Lumme Å.
Da den tyske kejser Frederik Barbarossa i 1184 ved sendebud forlangte lenshylding af Knud, blev dette krav ved Absalons initiativ kraftig afvist, og da kejseren hidsede den slaviske hersker over Pommern, hertug Bogislav I mod Danmark, var det atter Absalon, der - ifølge overleveringen - havde æren af den berømmelige sejr over denne ved Rügens kyst, hvor efter Bugislav nødtvungent måtte anerkende dansk overhøjhed. Herved flyttedes Danmarks grænse til Elben.
I 1189-90 udvidede han Vordingborg Slot og udførte yderligere udbygning af borgen i de følgende ti år. I 1197 foretog Knud et korstog til Estland.
I de tre følgende korstog, hvorved de danske underlagde sig Pommern, deltog dog Knud personligt og kunne med rette efter disse korstog i 1185 antage titel af "de venders fyrste". At biskop Valdemars farlige anslag opdagedes og forebyggedes i 1193, var væsentligst Knuds yngre broder hertug Valdemars fortjeneste, lige som denne havde æren af de heldige kampe med bisp Valdemars forbundsfælle, greve Adolf 3. af Holsten, der endte med Holstens fuldstændige erobring i 1201. Derimod førte Knud personlig et korstog til Estland i 1197. For at knytte stormændene fastere til kongemagten udarbejdede Knud sammen med Absalon en fremstilling af den såkaldte "vederlov", som gjaldt for kongens væbnede hird, vederlaget, der efterhånden havde udviklet sig til en art stormandsbroderskab. Hans nære forhold til stormændene ses også deraf, at han vides at have været medlem af et broderskab af mere privat karakter, der navnlig rummede mange mænd af Skjalm Hvides æt.
Efter succesen mod syd begyndte Knud udover sin danske kongetitel at benytte titlen "de venders konge". Selvom herredømmet over Mecklenburg, Pommern og de obroditiske områder i Nordelbingen ophørte i 1225, vedblev danske konger til og med Frederik 9. at titulere sig "de venders konge".
Knud var kirken meget hengiven, til gengæld stillede hele præstestanden sig på kongens side under bruddet med bisp Valdemar og trodsede endog paven, da denne krævede straf over det brud på kirkeretten, som bisp Valdemars fængsling utvivlsomt var. Paven måtte lade dette krav falde. Knud viste også sit kirkelige sindelag ved i sit testamente at give kirken rige gaver.
I 2015 blev det foreslået, at Knud muligvis døde af Brugadas syndrom.